# Turquie au Concours Eurovision de la chanson 2011
La Turquie a participé au Concours Eurovision de la chanson 2011. 
Le 25 février 2011, la chaîne TRT présente au public pour la première fois la chanson que le groupe sélectionné en interne, Yüksek Sadakat, a interprété au concours : "Live It Up".

## À l'Eurovision
Le pays participera à la première demi-finale le 10 mai 2011.